# Vislanda–Bolmens Järnväg
|  |  |  |

| Straight track |

| Station on track |

| Stop on track |

| Stop on track |

| Unknown BSicon "ABZg+r" |

| Station on track |

| Unknown BSicon "ABZgl" |

| Unknown BSicon "hKRZWae" |

| Stop on track |

| Stop on track |

| Stop on track |

| Stop on track |

| Stop on track |

| One way leftward | Unknown BSicon "KRZo" | Unknown BSicon "STR+r" |

|  | Unknown BSicon "ABZg+l" | One way rightward |

|  | Station on track |

|  | Unknown BSicon "ABZgl" |

|  | Straight track |

|  |  |  |

| Straight track |

| Station on track |

| Stop on track |

| Stop on track |

| Unknown BSicon "ABZg+r" |

| Station on track |

| Unknown BSicon "ABZgl" |

| Unknown BSicon "hKRZWae" |

| Stop on track |

| Stop on track |

| Stop on track |

| Stop on track |

| Stop on track |

| One way leftward | Unknown BSicon "KRZo" | Unknown BSicon "STR+r" |

|  | Unknown BSicon "ABZg+l" | One way rightward |

|  | Station on track |

|  | Unknown BSicon "ABZgl" |

|  | Straight track |

Vislanda–Bolmens Järnväg (ViBJ) var en smalspårig järnväg i Småland, mellan Vislanda vid Södra stambanan och Bolmens station vid södra delen av sjön Bolmen. Banan invigdes och togs i drift 1878. Den var 51 km lång med smal spårvidd, 1 067 mm.

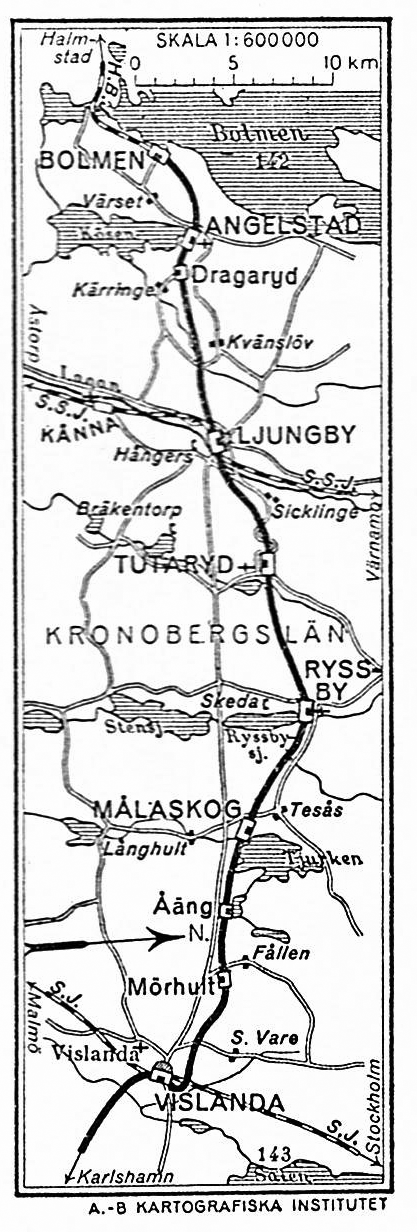
ViBJ. Karta 1926.

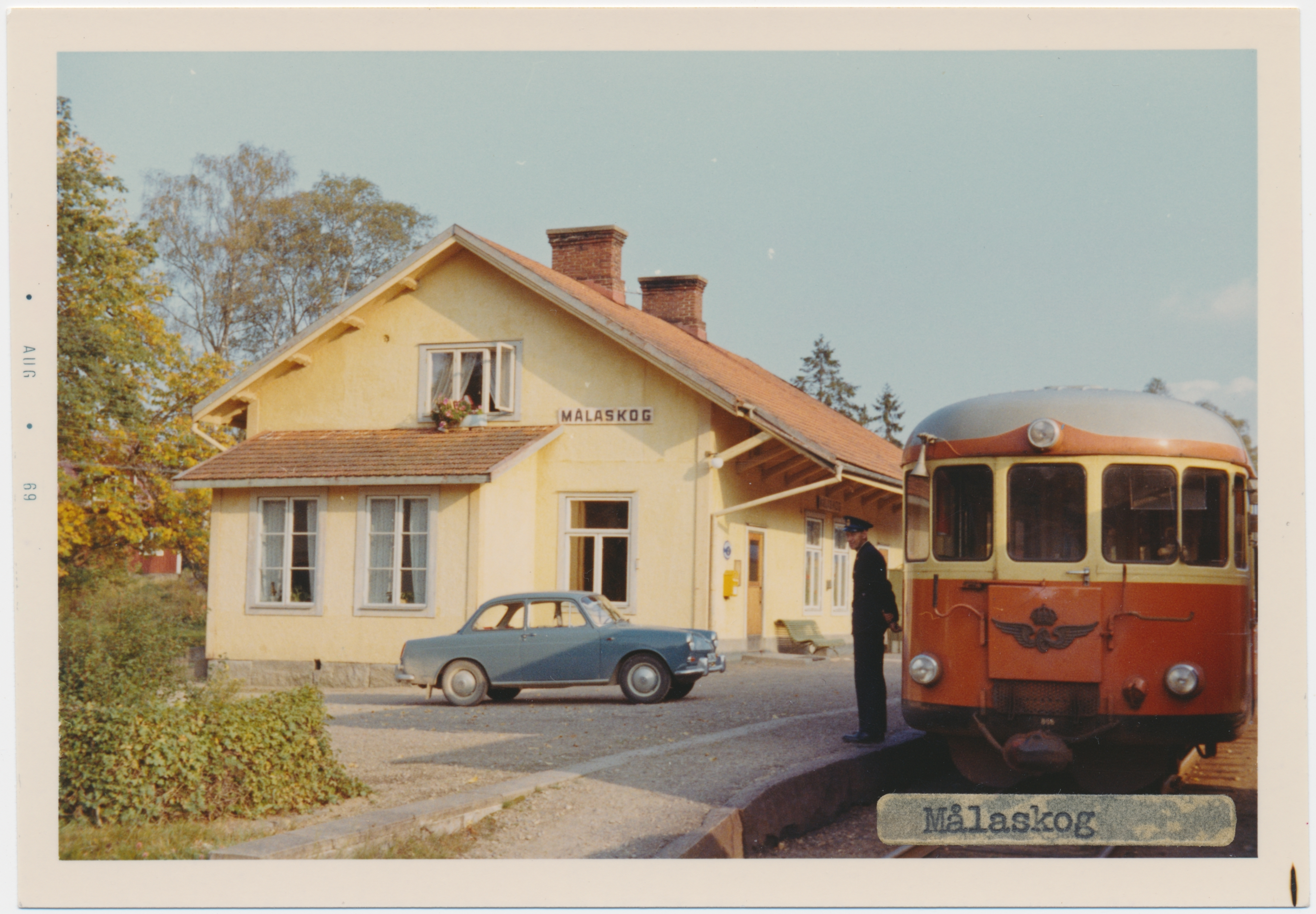
Järnvägsstationen i Målaskog år 1969

## Förhistoria
Ett järnvägsbygge från Karlshamn till Vislanda inleddes 1872 och 1870-talet och upplevde en bra konjunktur för skogsprodukter. Områdena väster om Södra stambanan i södra Småland (Sunnerbo härad) saknade bra kommunikationer. En flottled från Bolmen längs ån Lagan fanns men var otillräcklig. En landsväg (en chaussé) hade anlagts mellan Vislanda och Bolmstad, och vid ett möte 1873 i Ljungby tänkte man sig att bygga järnväg längs denna.
Väg- och vattenbyggaren Erik Sandell som var överingenjör vid det pågående järnvägsbygget Karlshamn–Vislanda anlitades och på hösten 1873 började han undersöka bästa val av linje för järnvägen varvid chaussé-alternativet övergavs.

## Banbygget
Vislanda-Bolmens järnvägsaktiebolag bildades 20 oktober 1874 och fick koncession 6 oktober 1876. Ett statslån om 785 000 kr beviljades. Avtal tecknades med Karlshamnsbanan om att den skulle trafikera Bolmenbanan. Det var också främst personer från Karlshamn som ingick i bolagets styrelse.
Banan byggdes från januari 1877 till invigningen den 4 oktober 1878. Den nya järnvägen innebar en snabb ökning av skogsavverkningarna runt Bolmen. Vid Bolmens station byggdes tre ångsågar och runt sjön ytterligare sju. Järnvägen Halmstad–Bolmen (HBJ) öppnades 1889 och innebar en kraftig minskning av trafiken i riktning mot hamnen i Karlshamn till förmån för Halmstad.
1907 föreslog Karlshamn–Vislanda järnvägsbolag att de båda banorna på ömse sidor om Vislanda skulle fusioneras. Det genomfördes 1 juli 1908. Därmed tillkom Karlshamn–Vislanda–Bolmens Järnväg.